# U-349
U-349 — средняя немецкая подводная лодка типа VIIC времён Второй мировой войны.

## История
Заказ на постройку субмарины был отдан 5 июня 1941 года. Лодка была заложена 29 декабря 1942 года на верфи Нордзееверке в Эмдене под строительным номером 221, спущена на воду 22 июля 1943 года. Лодка вошла в строй 8 сентября 1943 года под командованием лейтенанта Эрнста Лоттнера.

### Командиры
- 8 сентября 1943 года — 4 января 1944 года оберлейтенант цур зее Эрнст Лоттнер
- 5 января 1944 года — 5 мая 1945 года оберлейтенант цур зее Вольфганг Дане

### Флотилии
- 8 сентября 1943 года — 30 сентября 1943 года — 22-я флотилия (учебная)
- 1 октября 1943 года — 28 февраля 1945 года — 23-я флотилия (учебная)
- 1 марта 1945 года — 5 мая 1945 года — 31-я флотилия (учебная)

### История службы
Лодка не совершала боевых походов, успехов не достигла. Затоплена в ходе операции «Регенбоген» 5 мая 1945 года в заливе Gelting. При этом погиб старший машинист, заложивший подрывные заряды и отказавшийся покинуть лодку. Остов U-349 был разделан на металл в 1948 году.